# Rhamphomyia catarinae
Rhamphomyia catarinae är en tvåvingeart som beskrevs av Smith 1962. Rhamphomyia catarinae ingår i släktet Rhamphomyia och familjen dansflugor. Inga underarter finns listade i Catalogue of Life.